# Frullania pran-nathii
Frullania pran-nathii là một loài Rêu trong họ Jubulaceae. Loài này được M. Dey & D.K. Singh mô tả khoa học đầu tiên năm 2008.